# جايسون شميت (كاتب)
جايسون شميت (بالإنجليزية: Jason Schmitt)‏ هو كاتب أمريكي، ولد في 7 ديسمبر 1976.